# 湖北省疾病预防控制中心

湖北省疾病预防控制中心是一家于2002年组建的湖北省卫生厅（现湖北省卫生健康委）直属的副厅级公益类事业单位。

## 历史
湖北省疾病预防控制中心的前身是湖北省卫生防疫站和中国医学科学院湖北分院。